# Rachel Weisz
Rachel Hannah Weisz (in inglese /ˈreɪtʃəl ˈvaɪs/; Londra, 7 marzo 1970) è un'attrice e produttrice cinematografica britannica naturalizzata statunitense.
Acquisisce notorietà grazie al ruolo di Evelyn Carnahan nel film d'avventura La mummia (1999) e nel seguito La mummia - Il ritorno (2001), per poi recitare anche ne Il nemico alle porte (2001), About a Boy - Un ragazzo (2002), Constantine (2005), The Fountain - L'albero della vita (2006), Agora (2009), Youth - La giovinezza (2015), The Lobster (2015), La luce sugli oceani (2016) e Black Widow (2021).
Per la sua performance in The Constant Gardener - La cospirazione (2005) si è aggiudicata l'Oscar, il Golden Globe e lo Screen Actors Guild Award per la migliore attrice non protagonista. Nel 2019 per la sua interpretazione di Sarah Churchill, duchessa di Marlborough nel film storico La favorita si è aggiudicata il BAFTA alla migliore attrice non protagonista e ha ricevuto una seconda candidatura agli Oscar nella medesima categoria.
Attiva anche in campo teatrale, nel 2010 vince un Olivier Award alla miglior attrice per la sua interpretazione di Blanche DuBois nel revival di Un tram che si chiama Desiderio.

## Biografia
Rachel Weisz è nata a Westminster, Londra, ed è cresciuta nel sobborgo di Hampstead Garden Suburb. La madre, Edith Ruth Teich (nata a Vienna il 12 settembre 1932 e morta il 1º marzo 2016), è stata inizialmente un'insegnante e poi una psicoanalista. Il padre, George Weisz (nato a Budapest il 20 dicembre 1929 e deceduto nel 2020), era un inventore e ingegnere ungherese. I suoi genitori si trasferirono in Inghilterra durante la seconda guerra mondiale. Suo padre è ebreo e la madre è in parte ebrea, "Cattolica Viennese" e italiana. Il nonno materno di Weisz, Alexander Teich, era segretario dell'associazione World Union of Jewish Students, e la bisnonna materna era italiana. Weisz ha una sorella, Minnie, un'artista.
Weisz fu istruita privatamente in una scuola indipendente per ragazze, prima alla North London Collegiate School, e in seguito alla Benenden School e alla St Paul's Girls' School. All'età di 14 anni iniziò a lavorare come modella e fotomodella, sempre in questo periodo ottenne un importante ruolo nel film King David al fianco di Richard Gere ma dovette rifiutare la parte. Successivamente si iscrisse alla Trinity Hall, a Cambridge, dove studiò letteratura inglese, laureandosi con ottimi voti. Durante gli anni universitari, ha partecipato a numerose produzioni studentesche, co-fondando anche un gruppo drammaturgico chiamato "Cambridge Talking Tongues", che vinse uno Student Drama Award della rivista The Guardian al Festival di Edimburgo per un'opera improvvisata chiamata Slight Possession.
Nel 2009 Weisz ha espresso le sue opinioni sul botox per Harper's Bazaar: «Dovrebbe essere vietato per gli attori, come gli steroidi lo sono per gli sportivi, la recitazione è tutta espressività; perché si vuole appianare un sopracciglio?»; dal 2011 Weisz insieme a Kate Winslet e Emma Thompson fa parte della British Anti-Cosmetic Surgery League. Rachel Weisz è stata più volte sulle copertine delle più importanti riviste al mondo come Vogue, Esquire, Harper's Bazaar, Vanity Fair, GQ, Glamour e Marie Claire, è come una musa ispiratrice per lo stilista Narciso Rodriguez, nel 2006 è stata testimonial del marchio inglese Burberry, dal 2010 al 2012 è stata il volto de L'Oréal e dal 2012 è testimonial dei gioielli "serpenti" firmati Bulgari.

### Carriera cinematografica

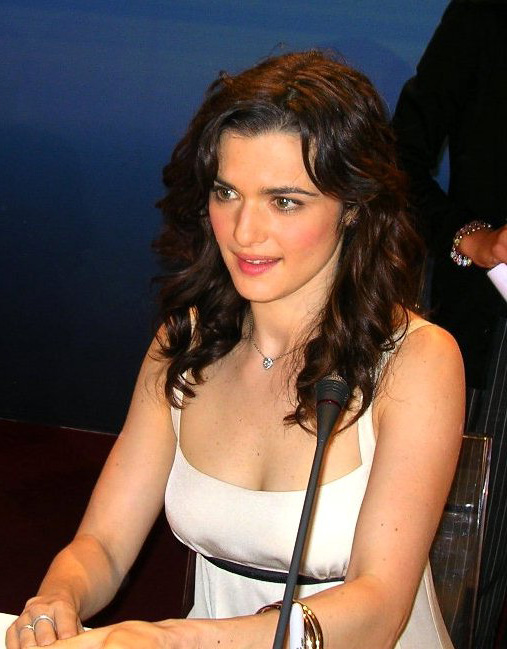
Rachel Weisz nel 2007

Dopo aver lavorato per diverse produzioni televisive, come L'Ispettore Morse (1993), Weisz cominciò la sua carriera cinematografica nel 1995 con il film Reazione a catena, per poi apparire in Io ballo da sola, di Bernardo Bertolucci. In seguito si dedicò a film come My Summer with Des, Lo straniero che venne dal mare a fianco di Kathy Bates, The Land Girls - Le ragazze di campagna e I Want You di Michael Winterbottom. Il vero successo arrivò però dal film d'azione e avventura La mummia, in cui interpretava il ruolo da protagonista al fianco di Brendan Fraser. Seguirono altri due grandi successi di pubblico, La mummia - Il ritorno (2001), che guadagnò 433 milioni di dollari, ed About a Boy - Un ragazzo (2002) al fianco di Hugh Grant. In seguito apparve tra i protagonisti dei film Il nemico alle porte (2001) affiancata da Jude Law, La giuria (2003) con Dustin Hoffman, Gene Hackman e John Cusack, nel 2005 è co-protagonista insieme a Keanu Reeves in Constantine.
Nel 2005 Weisz ebbe un ruolo da protagonista nel film di Fernando Meirelles The Constant Gardener - La cospirazione a fianco di Ralph Fiennes, adattamento del thriller Il giardiniere tenace di John le Carré, un film girato nei ghetti di Kibera e Loyangalani in Kenya e che le è valso un Golden Globe e un premio Oscar come migliore attrice non protagonista. Nello stesso anno, recitò in The Fountain - L'albero della vita, scritto e diretto dal suo fidanzato Darren Aronofsky, e diede la voce al drago Saphira nel film fantasy Eragon. I film seguenti includono il drammatico Un bacio romantico - My Blueberry Nights e The Brothers Bloom, di Rian Johnson, in cui interpreta un'ereditiera statunitense presa di mira da due truffatori (Adrien Brody e Mark Ruffalo).

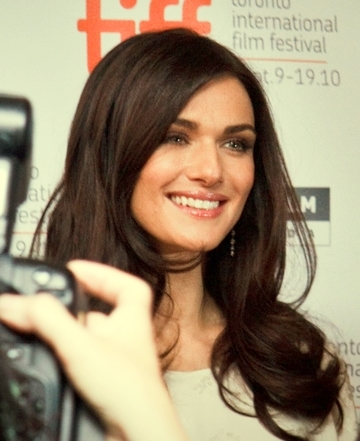
Rachel Weisz nel 2010 al Festival internazionale del film di Toronto per la première del film The Whistleblower

Nel 2006 la Weisz fu invitata ad unirsi alla Academy of Motion Picture Arts and Sciences. Nel 2007 avrebbe dovuto recitare nel film Houdini - L'ultimo mago di Gillian Armstrong, ma fu sostituita da Catherine Zeta-Jones dopo aver scoperto di essere incinta. Nel 2008 ha rinunciato a riprendere il ruolo di Evelyn O'Connell nel terzo film della serie La mummia, La mummia - La tomba dell'Imperatore Dragone, a causa di conflitti con il copione e per voler occuparsi del figlio da poco nato, ed è stata sostituita da Maria Bello. L'anno seguente ha interpretato il ruolo di Ipazia di Alessandria nel film storico Agora, presentato al festival di Cannes 2009 fuori concorso. Nel 2010, è apparsa come guest-star nell'episodio della ventiduesima stagione della serie animata I Simpson intitolato How Munched is that Birdie in the Window, doppiando il personaggio della dottoressa Thurston.
Sempre nel 2010 ha recitato in The Whistleblower, film presentato al Toronto International Film Festival dello stesso anno e uscito nelle sale nel 2011. Il film è stato così intenso da far svenire una spettatrice., nel 2011 escono nelle sale il film horror-drammatico Dream House (30 settembre 2011), con Daniel Craig e Naomi Watts, per la regia di Jim Sheridan e il dramma Il profondo mare azzurro, ricevendo una nomination ai Golden Globe 2013 come miglior attrice in un film drammatico, nel 2011 fu considerata per il ruolo da protagonista nel film Gravity del regista Alfonso Cuarón, nel 2012 è la co-protagonista insieme a Jeremy Renner del quarto capitolo della saga bourne, The Bourne Legacy, era fra le possibili bond girl in Skyfall, è Evanora, la strega cattiva dell'est nel Il grande e potente Oz, a fianco a James Franco, Michelle Williams e Mila Kunis e nello stesso anno avrebbe dovuto recitare nel film biografico The Railway Man con Colin Firth ma dovette abbandonare forzatamente l'offerta a causa delle riprese dei film The Bourne Legacy e Il grande e potente Oz, venendo sostituita da Nicole Kidman. La Weisz era tra le possibili interpreti di Ava Lord nel film Sin City - Una donna per cui uccidere, ruolo poi affidato a Eva Green.
Nel 2015 partecipa al Festival di Cannes con due film in concorso, il primo è The Lobster che racconta di un mondo dove essere single è illegale, accanto a Colin Farrell. Il secondo è Youth - La giovinezza diretto da Paolo Sorrentino in cui interpreta il ruolo della figlia di Michael Caine. Nel 2016 Weisz è protagonista insieme a Michael Fassbender e Alicia Vikander in La luce sugli oceani, scritto e diretto da Derek Cianfrance. La pellicola è l'adattamento cinematografico del romanzo omonimo, pubblicato nel 2012. Nel 2017 viene diretta da Roger Michell nel film Rachel, tratto dall'omonimo romanzo di Daphne du Maurier, in cui è protagonista accanto a Sam Claflin. Nel 2018 è co-protagonista, insieme a Emma Stone e Olivia Colman (che vincerà l'Oscar come attrice protagonista) del film diretto da Yorgos Lanthimos La favorita, candidato a 10 premi Oscar. Nel 2020 ha ottenuto il ruolo di Melina Vostokoff nel film del Marvel Cinematic Universe, Black Widow, diretto da Cate Shortland.

### Carriera teatrale

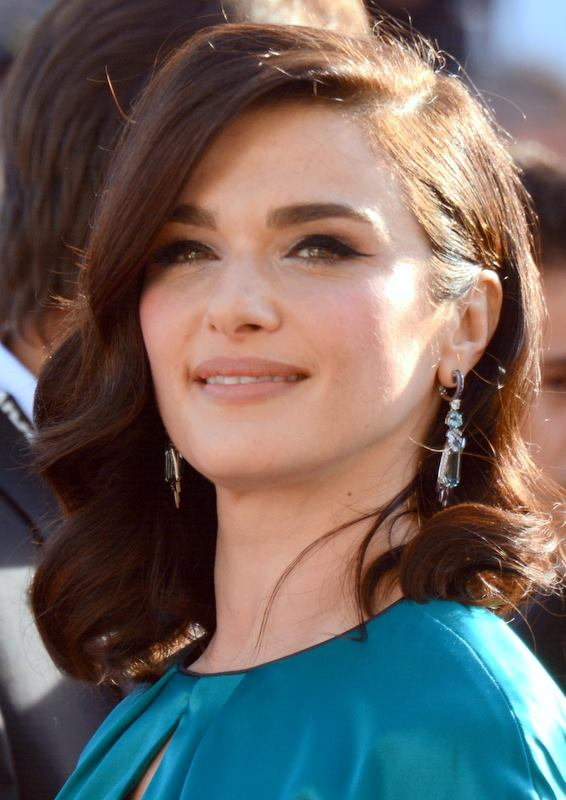
Rachel Weisz al Festival di Cannes 2015

Il ruolo con il quale ha avuto successo è stato quello di Gilda nella rivisitazione dell'opera del 1933 di Noël Coward Design for Living, al Gielgud Theatre, diretta dal gallese Sean Mathias nel 1995 nel West End. I suoi lavori teatrali includono il ruolo di Catherine in una produzione londinese di Tennessee Williams, Suddenly Last Summer, e quello di Evelyn in The Shape of Things, di Neil LaBute, all'Almeida Theatre. Nel 2009 ha interpretato Blanche DuBois nella rivisitazione di Un tram che si chiama Desiderio di Rob Ashford.
Rachel Weisz e suo marito Daniel Craig nel 2013 hanno recitato in una commedia di Broadway intitolata Tradimenti (Betrayl). Il progetto, iniziato nel mese di ottobre 2013 continuò fino al gennaio 2014. Nonostante le recensioni contrastanti, ha incassato 17,5 milioni di dollari, diventando il secondo più alto incasso e successo di Broadway del 2013.

## Vita privata
È stata legata dal 2001 al 2010 al regista Darren Aronofsky con cui ha avuto un figlio, Henry Chance (31 maggio 2006). Dopo la separazione, i due sono rimasti amici e hanno deciso di crescere insieme il figlio a New York.
Nel giugno 2011 ha sposato il collega Daniel Craig, conosciuto sul set del film Dream House, in una cerimonia privata a New York. La coppia ha una figlia, nata il 1º settembre 2018.

## Filmografia

### Attrice

#### Cinema
- Death Machine, regia di Stephen Norrington (1995)
- Io ballo da sola (Stealing Beauty), regia di Bernardo Bertolucci (1996)
- Reazione a catena (Chain Reaction), regia di Andrew Davis (1996)
- Vivere fino in fondo (Going All the Way), regia di Mark Pellington (1997)
- Bent, regia di Sean Mathias (1997)
- Lo straniero che venne dal mare (Swept from the Sea), regia di Beeban Kidron (1997)
- The Land Girls - Le ragazze di campagna (The Land Girls), regia di David Leland (1998)
- I Want You, regia di Michael Winterbottom (1998)
- La mummia (The Mummy), regia di Stephen Sommers (1999)
- Sunshine, regia di István Szabó (1999)
- This Is Not an Exit: The Fictional World of Bret Easton Ellis, regia di Gerald Fox (2000)
- Beautiful Creatures, regia di Bill Eagles (2000)
- Il nemico alle porte (Enemy at the Gates), regia di Jean-Jacques Annaud (2001)
- La mummia - Il ritorno (The Mummy Returns), regia di Stephen Sommers (2001)
- About a Boy - Un ragazzo (About a Boy), regia di Chris Weitz e Paul Weitz (2002)
- The Shape of Things, regia di Neil LaBute (2003)
- Confidence - La truffa perfetta (Confidence), regia di James Foley (2003)
- La giuria (Runaway Jury), regia di Gary Fleder (2003)
- L'invidia del mio migliore amico (Envy), regia di Barry Levinson (2004)
- Constantine, regia di Francis Lawrence (2005)
- The Constant Gardener - La cospirazione (The Constant Gardener), regia di Fernando Meirelles (2005)
- The Fountain - L'albero della vita (The Fountain), regia di Darren Aronofsky (2006)
- Un bacio romantico - My Blueberry Nights (My Blueberry Nights), regia di Wong Kar-wai (2007)
- Fred Claus - Un fratello sotto l'albero (Fred Claus), regia di David Dobkin (2007)
- Certamente, forse (Definitely, Maybe), regia di Adam Brooks (2008)
- The Brothers Bloom, regia di Rian Johnson (2008)
- Agora, regia di Alejandro Amenábar (2009)
- Amabili resti (The Lovely Bones), regia di Peter Jackson (2009)
- Dream House, regia di Jim Sheridan (2011)
- The Whistleblower, regia di Larysa Kondracki (2011)
- Page Eight, regia di David Hare (2011)
- Passioni e desideri (360), regia di Fernando Meirelles (2011)
- Il profondo mare azzurro (The Deep Blue Sea), regia di Terence Davies (2012)
- The Bourne Legacy, regia di Tony Gilroy (2012)
- Il grande e potente Oz (Oz: The Great and Powerful), regia di Sam Raimi (2013)
- Youth - La giovinezza (Youth), regia di Paolo Sorrentino (2015)
- The Lobster, regia di Yorgos Lanthimos (2015)
- Complete Unknown - Cambio d'identità (Complete Unknown), regia di Joshua Marston (2016)
- La verità negata (Denial), regia di Mick Jackson (2016)
- La luce sugli oceani (The Light Between Oceans), regia di Derek Cianfrance (2016)
- Rachel (My Cousin Rachel), regia di Roger Michell (2017)
- Disobedience, regia di Sebastián Lelio (2017)
- Il mistero di Donald C. (The Mercy), regia di James Marsh (2018)
- La favorita (The Favourite), regia di Yorgos Lanthimos (2018)
- Black Widow, regia di Cate Shortland (2021)

#### Televisione
- Dirtysomething, regia di Carl Prechezer – film TV (1993)
- Scarlatto e nero (The Scarlet and the Black), regia di Ben Bolt – miniserie TV (1993)
- White Goods, regia di Al Ashton e Robert Young – film TV (1994)
- Seventeen, regia di Sandra Goldbacher – film TV (1994)
- My Summer with Des, regia di Simon Curtis – film TV (1998)
- Tube Tales, Vari episodi con registi diversi – film TV (1999)
- Inseparabili (Dead Ringers) – miniserie TV, 6 puntate (2023)

### Doppiatrice
- Eragon, regia di Stefen Fangmeier (2006)
- I Simpson (The Simpsons), episodio How Munched Is That Birdie in the Window? (2010)
- What If...? - serie animata, episodio 2x05 (2023)

### Produttrice
- The Shape of Things, regia di Neil LaBute (2003)
- Disobedience, regia di Sebastián Lelio (2017)

## Teatro
- Partita a quattro di Noël Coward, regia di Sean Mathias. Gielgud Theatre di Londra (1994)
- Improvvisamente l'estate scorsa di Tennessee Williams, regia di Sean Mathias.Theatre Royal di Bath (1998)
- Improvvisamente l'estate scorsa di Tennessee Williams, regia di Sean Mathias. Donmar Warehouse di Londra (1999)
- The Shape of Things scritto e diretto da Neil LaBute. Almeida Theatre di Londra (1999)
- The Shape of Things scritto e diretto da Neil LaBute. Promenade Theatre di New York (2001)
- Un tram che si chiama Desiderio di Tennessee Williams, regia di Rob Ashford. Donmar Warehouse di Londra (2009)
- Tradimenti di Harold Pinter, regia di Mike Nichols. Ethel Barrymore Theatre di Broadway (2013)
- Plenty di David Hare, regia di David Leveaux. Public Theatre di New York (2016)

## Premi e riconoscimenti
- Premi Oscar
  - 2006 – Miglior attrice non protagonista per The Constant Gardener - La cospirazione
  - 2019 – Candidatura alla miglior attrice non protagonista per La favorita[32]
- Golden Globe
  - 2006 – Miglior attrice non protagonista per The Constant Gardener - La cospirazione
  - 2013 – Candidatura alla miglior attrice in un film drammatico per Il profondo mare azzurro
  - 2019 – Candidatura alla miglior attrice non protagonista per La favorita
  - 2024 – Candidatura alla migliore attrice in una miniserie o film televisivo per Dead ringers

- Premi BAFTA
  - 2006 – Candidatura alla miglior attrice protagonista per The Constant Gardener - La cospirazione
  - 2019 – Miglior attrice non protagonista per La favorita[33]
- British Independent Film Awards
  - 2005 – Miglior attrice per The Constant Gardener - La cospirazione
  - 2018 – Miglior attrice non protagonista per La favorita
  - 2018 – Candidatura al miglior film indipendente per Disobedience
  - 2018 – Candidatura alla miglior attrice per Disobedience
- Screen Actors Guild Award
  - 2006 – Miglior attrice non protagonista cinematografica per The Constant Gardener - La cospirazione
  - 2019 – Candidatura alla miglior attrice non protagonista per La favorita
- Premi Laurence Olivier
  - 2010 – Miglior attrice per Un tram che si chiama Desiderio[34]
- Empire Awards
  - 2002 – Candidatura alla miglior attrice britannica per La mummia - Il ritorno
- Satellite Award
  - 2011 – Candidatura alla miglior attrice in una miniserie o film per la televisione per Page Eight
  - 2019 – Miglior cast per La favorita
  - 2019 – Candidatura alla miglior attrice non protagonista cinematografica per La favorita
- European Film Awards
  - 2015 – Candidatura alla miglior attrice per Youth - La giovinezza
- Critics' Circle Theatre Awards
  - 2010 - Miglior Attrice per Un tram che si chiama Desiderio
- London Critics Circle Film Awards
  - 2018 - Attrice non protagonista dell'anno per La favorita

## Doppiatrici italiane
Nelle versioni in italiano dei suoi film, Rachel Weisz è stata doppiata da:
- Giuppy Izzo ne La mummia, Beautiful Creatures, Il nemico alle porte, La mummia - Il ritorno, About a Boy - Un ragazzo, The Shape of Things, Amabili resti, The Whistleblower, Dream House, Page Eight, The Bourne Legacy, Il grande e potente Oz, Youth - La giovinezza, Rachel, La favorita, Black Widow, Inseparabili
- Laura Romano in Confidence - La truffa perfetta, Constantine, The Constant Gardener - La cospirazione, Un bacio romantico - My Blueberry Nights, Passioni e desideri
- Francesca Fiorentini in Agora, The Lobster, La luce sugli oceani, Disobedience, Il mistero di Donald C.
- Claudia Catani in Fred Claus - Un fratello sotto l'albero, Certamente, forse, La verità negata
- Francesca Guadagno in Vivere fino in fondo, The Fountain - L'albero della vita
- Alessandra Korompay in Io ballo da sola
- Laura Boccanera in Reazione a catena
- Tiziana Avarista ne Lo straniero che venne dal mare
- Emanuela Rossi ne La giuria
- Eleonora De Angelis ne L'invidia del mio migliore amico
- Barbara Berengo Gardin ne Il profondo mare azzurro

Da doppiatrice è sostituita da:
- Francesca Guadagno ne I Simpson
- Ilaria D'Amico in Eragon
- Giuppy Izzo in What If...?